# Jean Ortis

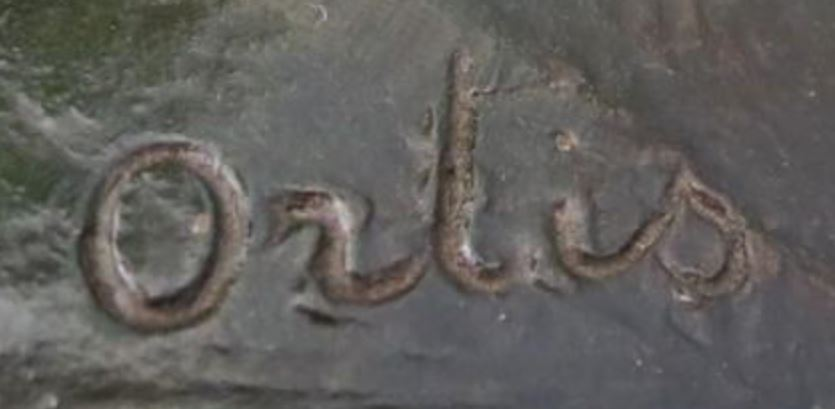
Signatur von Jean Ortis

Jean Ortis (* Spanien) war ein spanischer Bildhauer des Art déco.

## Leben
Die Lebensdaten Ortis’ sind in der Literatur nicht bekannt. Er war im frühen 20. Jahrhundert als Künstler aktiv und fertigte Statuetten mit Frauenakten aus Terracotta, Marmor und Bronze. Er zeigte seine Arbeiten in den 1920er Jahren auf einigen Pariser Salons. Einige seiner Bronzearbeiten wurden von den Pariser Bildgießereien Susse Frères und Les Neveux de Jules Lehmann handwerklich umgesetzt.

## Werke (Auswahl)
- Innocence
- Jeune baigneuse sur un rocher
- Nu féminin
- Reclining Nude
- Nu féminin accroupi
- Femme agenouillée